# 柴田蕗
柴田 蕗（しばた ふき）は、日本の女性声優。主にアダルトゲームに声をあてている。

## 主な出演作品
太字は主役・メインキャラクター

### ゲーム

#### 2003年
- ぷちぷち☆魔女先生!（山之辺 かすみ）

#### 2004年
- Blue Lagoon〜南の海のマナン〜（アーシア・ウェンデル）[1]
- IZUMO2（麒麟）
- アメリカーノ、プリーズ!（倉野 美由）
- 女子寮辱〜良家美人姉妹おどり喰い〜（サラ・アンダーソン[2]、篠宮 まひる[3]）
- 辱妻〜ご利用は計画的に〜（城戸 綾音）[4]
- 真説 猟奇の檻（武中 つかさ）
- ひとがたルイン（カリン）

#### 2005年
- 凌辱学園 〜部活調教恥獄責め〜（春風 やよい）
- もっといじってプリンセス 〜もう!またこんなところで2〜（レンファ）[5]
- D-Spray 媚薬でモテモテ 課長代理補佐（川崎 朋香）[6]
- あやつりブルマー（山田 ちづる）[7]
- ぎゃくたま2（えるな、あるな）
- 闇の声異聞録（天野 鏡美）[8]
- クリーク・クリーク 〜先生、私も戦います!〜（北郷 佳穂梨）
- 夢幻廻廊（志乃）[9]
- 医辱（牛山 美弥子）[10]
- Twin Way 〜今を抱きしめて（三村 かすみ）
- BIN★CANダーリン（浅倉 香澄）[11]
- 人妻戦隊アイサイガー（守崎 美紅〔サイガーローズ〕）
- パクッちゃうぞ!!（明智 乙女）[12]

#### 2006年
- ゴア・スクリーミング・ショウ（双木 葵）
- angel breath（クリミア）
- 戦場デ少女ハ躰ヲカケル（ネハンダ・ジェンバジェンバ、コフィ・クマンタラキス）
- かみさまの宿っ!（しるこ）
- IZUMO2 -学園狂想曲-（麒麟）
- 人妻×人妻ADV〜人妻温泉繁盛記〜（守崎 美紅〔サイガーローズ〕）
- 連鎖病棟（茅沼 里香、山花 千夏）
- Myつま（矢吹 友美）
- どうして?いじってプリンセス Final Road 〜もう!またこんなところで3〜（レンファ）
- あおぞらマジカ!!（ポーラ）

#### 2007年
- 教えてっ!おねてぃー（星 宏美）
- 人妻戦隊アイサイガーPOWERED（守崎 美紅〔サイガーローズ〕）
- Xross Scramble（クリミア）

#### 2008年
- オトメクライシス（クリミア）
- 人妻戦隊アイサイガーFLASH（守崎 美紅〔サイガーローズ〕）
- 人妻戦隊アイサイガーぱいぱいぽん!〜地球のピンチだ、宇宙人妻魔女襲来!〜（守崎 美紅〔サイガー・F・ローズ〕）